# Bernard Schlumberger
Pour les articles homonymes, voir Schlumberger.
Bernard Schlumberger, né le 12 janvier 1911 à Obernai et mort le 10 décembre 1945, également à Obernai, est un résistant français.

## Biographie
Au début de la Seconde Guerre mondiale, Bernard Schlumberger est à 28 ans lieutenant dans les chars.

### Le résistant
Le lieutenant Schlumberger choisit de rejoindre les Forces françaises libres à Londres[Quand ?]. Il est ensuite parachuté en France en septembre 1943.
En mars 1944, il prend les fonctions de délégué militaire régional dans la région 4 (Toulouse) ; il est notamment chargé de la coordination et des liaisons entre la Résistance locale et l'état-major à Londres. Ses pseudonymes dans la Résistance furent Droite et Commandant Brice. Son poste de commandement fut installé à Bourion, au-dessus de Vabre, sous la protection des Maquis de Vabre. Selon Poujol, il aurait été délégué militaire régional de la zone 4 de septembre 1943 à mars 1944, puis de la zone 3, celle de Montpellier, à partir de mars 1944.
Il est ensuite parachuté à Bastogne en Belgique, au cours de l'hiver 1944-1945.
Il est mort fin 1945, des suites d'un cancer.

### Sources
- Jacques Poujol, Protestants dans la France en guerre - 1939-1945 : dictionnaire thématique et biographique, Les Éditions de Paris - Max Chaleil, coll. « Bibliothèque protestante », octobre 2000, 301 p. (ISBN 978-2-84621-000-3)
- Élisabeth Maton, « Hommage à Bernard Schlumberger (1911-1946) », Annuaire du Musée régional de l'Alsace Bossue, no 9,‎ 1995, p. 14-17

 : document utilisé comme source pour la rédaction de cet article.